# 錫姆斯湖
47°52′22″N 12°14′22″E / 47.87278°N 12.23944°E

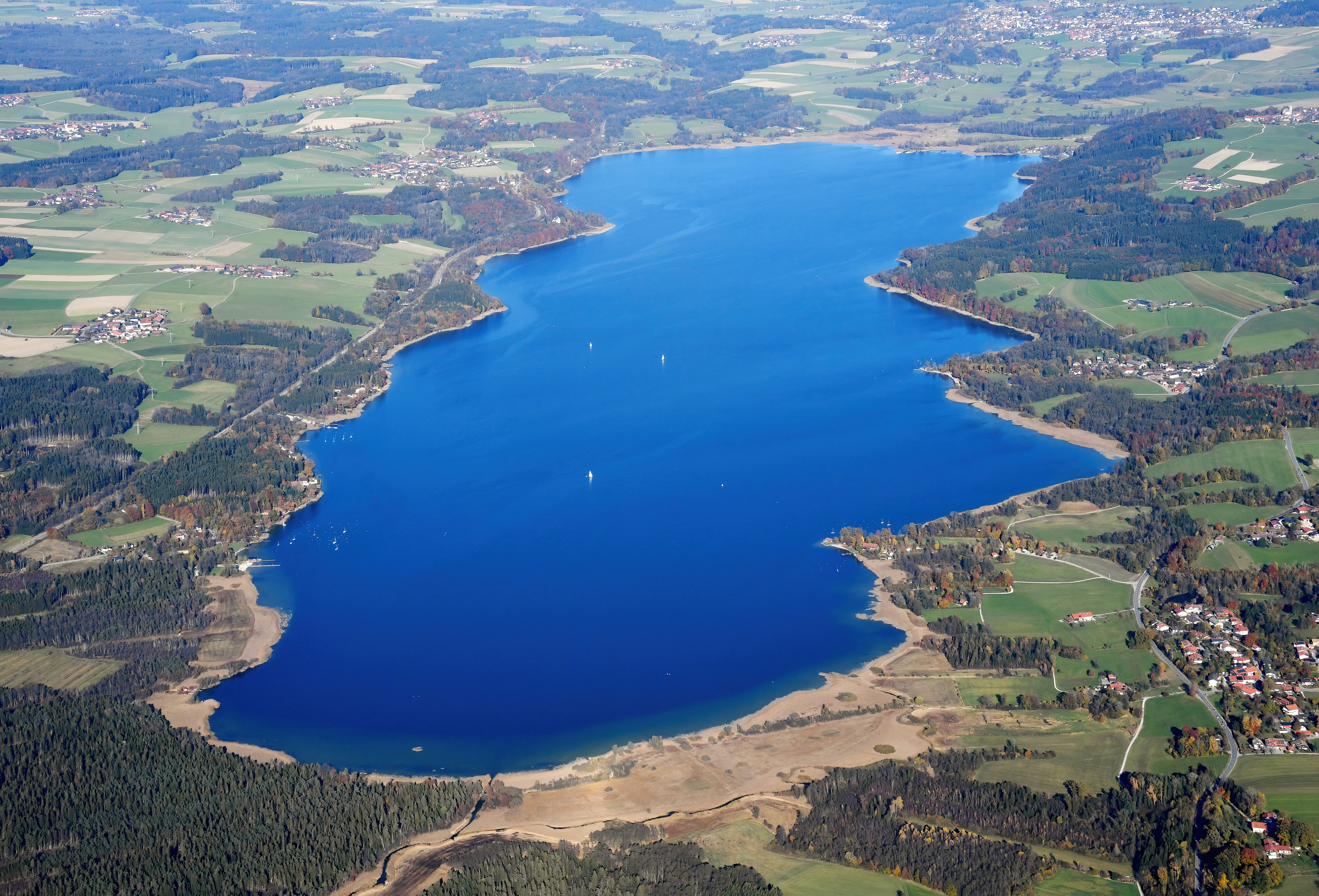

錫姆斯湖（德語：Simssee），是德國的湖泊，位於該國東南部，由巴伐利亞負責管轄，長6.5公里、寬5.7公里，面積6.5平方公里，海拔高度470米，平均水深13.4米，最大水深22.5米，水體容量8,700萬立方米，湖岸線長度14公里。